# 頭甲綱
頭甲綱（とうこうこう Cephalaspidomorphi）は無顎類の一群として知られる脊椎動物。全て絶滅種であり、オルドビス紀前期からデボン紀後期にかけて繁栄していたことが化石によって知られている。その名称のとおり、多くの種には骨質の頭甲があった。かつては現生のヤツメウナギ類がこのグループに含まれるとされたが、現在ではこれらは別のグループと見なされることが多い。

## 分類
- 無顎口上綱 Agnatha
  - 頭甲綱 Cephalaspidomorphi
    - アナスピス目（欠甲目） Anaspidiformes （絶滅）
      - ビルケニア

    - 骨甲目 Osteostraci （絶滅）
      - トレマタスピス

    - ガレアスピス目 Galeaspida （絶滅）
    - ピトゥリアスピス目 Pituriaspida （絶滅）
    - ヤツメウナギ目 Hyperoartia
      - ヤツメウナギ、ミツバヤツメ （現生）